# Deitersen
Deitersen ist ein zur Stadt Dassel gehörendes Dorf im Landkreis Northeim in Südniedersachsen.

## Geschichte

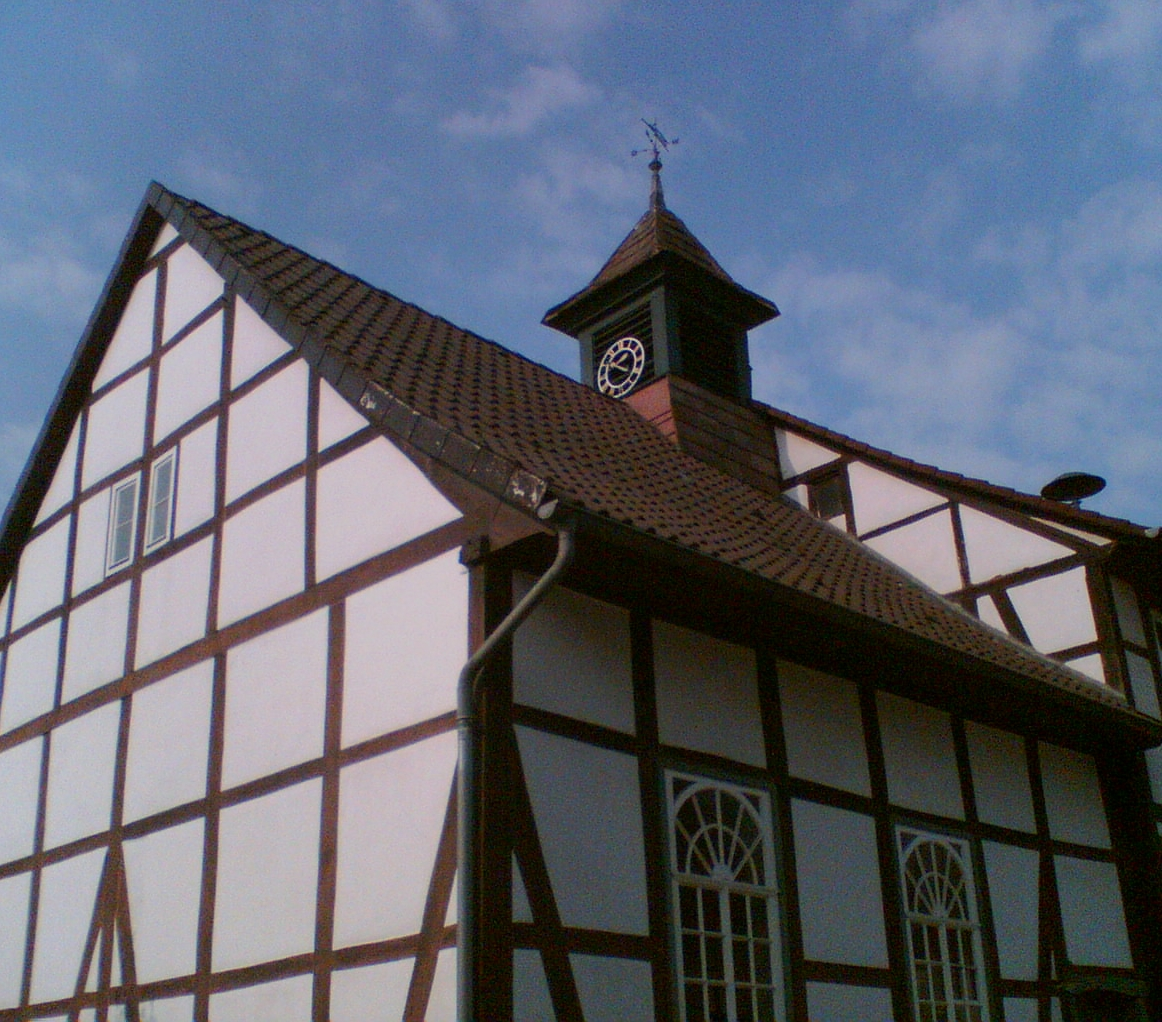
Katharina-von-Bora-Kapelle Deitersen in einem mit Glockenturm und Kirchenfenstern ausgestatteten Fachwerkhaus

Deitersen wurde bereits im 9. Jahrhundert als Thiatberteshusen in den Corveyer Traditionen erwähnt. Mit dieser zeitlichen Zuordnung steht auch die Namensendung -husen/-hausen im Einklang, die sich in späterer Zeit zu -sen verkürzt hat. Im Dreißigjährigen und Siebenjährigen Krieg wurde das Dorf zerstört.
Nach diesen Erfahrungen errichtete man kein eigenständiges Gotteshaus mehr. Stattdessen baute man im 18. Jahrhundert einen Fachwerkbau, der eine Schule mit separatem Kapellenraum beherbergte. Aus diesem Grund ist dies der einzige Sakralbau aus Fachwerk im Stadtgebiet Dassel. Der Kapellenraum wird noch heute genutzt. Der andere Gebäudeteil wurde bis 1969 als Schule genutzt und dient seitdem der Dorfgemeinschaft. 2017 wurde der Kapellenraum, mit rund 80 Sitzplätzen, als Katharina-von-Bora-Kapelle Deitersen benannt.
Im Jahre 1973 wurde eine Friedhofskapelle gebaut.
Deitersen wurde am 1. März 1974 in die Stadt Dassel eingegliedert.
Das Dorf ist ein landwirtschaftlich geprägtes Haufendorf. Bis zum heutigen Zeitpunkt betreiben hier fünf Bauernhöfe Landwirtschaft, wobei vier der Betriebe hauptberuflich bewirtschaftet werden. Auch das einzige Restaurant des Ortes befindet sich in einer ehemaligen Scheune. Der Bewerbach und der Bremkebach (Bremke) fließen am Ortsrand entlang.

## Politik

### Ortsrat
Deitersen hat einen fünfköpfigen Ortsrat, der seit der Kommunalwahl 2021 ausschließlich von Mitgliedern der "Wählergemeinschaft Deitersen" besetzt ist. Die Wahlbeteiligung lag bei 80,62 Prozent.

### Ortsbürgermeister
Ortsbürgermeister ist Ernst-August Gülke, stellvertretende Ortsbürgermeisterin ist Carola Freter.

### Ortswappen
Das Wappen zeigt zwei Schwalben und drei Getreideähren auf blauem Grund.

## Vereine
Das Deiterser Vereinsleben passt sich dem traditionellen ländlichen Stil an.
Neben der Freiwilligen Feuerwehr gibt es noch einen Tischtennisverein, der seinen Spielbetrieb im benachbarten Lüthorst austrägt.
Ein Gesangverein, welcher noch bis vor ein paar Jahren bestand, musste aufgrund zu geringer Mitgliederzahl aufgelöst werden.